# Estádio Gustavo Paiva
Estádio Gustavo Paiva – stadion piłkarski, w Maceió, Alagoas, Brazylia, na którym swoje mecze rozgrywa klub Centro Sportivo Alagoano.
Pierwszy gol: Odulfo (CSA)

## Historia
15 listopada 1922 – inauguracja
1934 – I przebudowa
1950 – II przebudowa
1996 – III przebudowa
7 września 1997 – reinauguracja